# Oxydia sericearia
Oxydia sericearia là một loài bướm đêm trong họ Geometridae.